# هایفالز (آلاباما)
هایفالز (به انگلیسی: Highfalls) یک منطقهٔ مسکونی در ایالات متحده آمریکا است که در شهرستان گنوا، آلاباما واقع شده‌است. هایفالز ۷۷٫۱۲ متر بالاتر از سطح دریا قرار دارد.